# Іштван Мессі
Іштван Мессі (угор. István Messzi, 29 червня 1961 — 9 травня 1991) — угорський важкоатлет.
Срібний призер Олімпійських Ігор 1988 року в категорії 82,5 кг.